# گرافیت

نمودار فازی کربن

گرافیت یک آلوتروپ از کربن است که از لایه‌هایی از اتم‌های کربن تشکیل شده‌است. این کانی از دگرگونی زغال سنگ پدید می‌آید این لایه‌ها می‌توانند به راحتی روی یکدیگر بلغزند و این امر آن را به یک ماده معدنی بسیار نرم تبدیل کرده‌است. گرافیت رنگی خاکستری تیره و درخششی فلزی دارد. گرافیت الکتریسیته را به راحتی هدایت می‌کند زیرا بین لایه‌های اتم‌های کربن الکترون وجود دارد. در فشارها و دماهای خیلی بالا، گرافیت به الماس تبدیل می‌شود. این فرایند در واقع نحوه تولید الماس مصنوعی است.
از گرافیت به دلیل داشتن خاصیت رسانایی الکتریکی بالا، در ساخت الکترودهای کوره‌های قوس الکتریکی، باتری‌ها و صفحات خورشیدی استفاده می‌شود. برخی دیگر از کاربردها شامل استفاده در ساخت مداد (به همین دلیل به عنوان «مغز مداد» نیز شناخته می‌شود)، و روان‌کننده‌ها است. گرافیت برای اولین بار در عصر نوسنگی به عنوان رنگ استفاده شد. از زمان کشف آن در انگلستان در حدود سال ۱۵۶۵ میلادی، استفاده از گرافیت افزایش یافته‌است.
در سال ۲۰۱۹، کل حجم تولید گرافیت در سراسر جهان ۱٫۱ میلیون تن تخمین زده شده‌است. با اینکه چین بزرگترین تولیدکننده گرافیت در جهان است، ذخایر گرافیت این کشور از لحاظ مقدار دوم است. ترکیه بیشترین حجم ذخایر گرافیت در جهان را دارد. در سال ۲۰۱۹، ترکیه تقریباً ۹۰ میلیون تن ذخایر گرافیت طبیعی دارد. ارزش بازار جهانی گرافیت در سال ۲۰۲۰ برابر ۱۹٫۹۱ میلیارد دلار بوده‌است و پیش‌بینی می‌شود این مقدار در سال ۲۰۲۵ به ۲۷٫۰۳ میلیارد دلار برسد.

## خواص گرافیت
- بالاترین مقاومت طبیعی و سختی
- ضدزنگ و مقاوم در برابر حرارت
- روانکاری طبیعی بالا
- مقاومت حرارتی بالا تا ۲۵۰۰ درجه سانتی گراد
- رسانای الکتریکی
- ثبات شیمیایی
- بازدارنده تابش (اشعه)
- اصطکاک کم
- مقاومت فشاری بالا

## کاربردهای گرافیت طبیعی
از گرافیت طبیعی بیشتر در ساخت وسایل نسوز، باتری‌ها، فولادسازی، گرافیت منبسط شده، آستر ترمزها، رویه نسوز قالب‌های ریخته‌گری و به عنوان روانکار در کارخانه ذوب استفاده می‌شود.

#### وسایل و مواد نسوز
استفاده از گرافیت به عنوان ماده ای نسوز در ساخت بوته‌های آهنگری برای نگهداری فلز مذاب، قبل از سال ۱۹۰۰ میلادی شروع شد. امروزه ساخت بوته‌های آهنگری یکی از کاربردهای جزئی مواد نسوز است. در اواسط دهه ۱۹۸۰ آجرهای کربنی-منیزیتی اهمیت پیدا کردند، و کمی بعدتر آجرهای آلومینایی-گرافیتی اهمیت پیدا کردند. امروزه ترتیب اهمیت به این صورت است: آجرهای آلومینایی-گرافیتی، آجرهای کربنی-منیزیتی، و سپس بوته‌های آهنگری.

#### باتری‌ها
استفاده از گرافیت در باتری‌ها از دهه ۱۹۷۰ افزایش یافته‌است. از گرافیت طبیعی و مصنوعی به عنوان ماده آند برای ساخت الکترودها در فناوری‌های اصلی باتری استفاده می‌شود.
افزایش تقاضای بازار باتری‌ها، در درجه اول باتری‌های نیکل– هیدرید فلز و باتری‌های یون‌لیتیم، باعث رشد تقاضا برای گرافیت در اواخر دهه ۱۹۸۰ و اوایل دهه ۱۹۹۰ شد. رشد بازار دستگاه‌های الکترونیکی قابل حمل، مانند دستگاه پخش سی‌دی، و ابزارهای برقی، لپ تاپ‌ها، تلفن‌های همراه، و تبلت‌ها باعث افزایش تقاضای باتری شدند. همچنین پیش‌بینی می‌شود باتری‌های خودروهای برقی تقاضای گرافیت را افزایش دهند. به عنوان نمونه، یک باتری لیتیوم یون در یک نیسان لیف، حاوی نزدیک به ۴۰ کیلوگرم گرافیت است.
تحقیقات بر روی گرافیت رادیواکتیو باقی مانده از رآکتورهای هسته ای قدیمی، جهت تولید سوخت در حال انجام است. باتری الماس هسته ای توانایی تأمین انرژی طولانی مدت برای وسایل الکترونیکی و اینترنت اشیا را دارد.

#### فولادسازی
گرافیت طبیعی مورد استفاده در فولادسازی بیشتر به منظور افزایش درصد کربن فولاد مذاب استفاده می‌شود. همچنین می‌تواند خاصیت روانکاری برای قالب‌های اکسترود فولاد نیز داشته باشد. افزودنی‌های کربنی از گزینه‌هایی مانند پودر گرافیت مصنوعی، کک نفتی و سایر اشکال کربن با قیمت رقابتی روبرو هستند. از افزایش دهنده‌های کربن در ساخت فولاد برای بالا بردن درصد کربن تا سطح مشخصی استفاده می‌شود. برآوردی که توسط سازمان زمین‌شناسی آمریکا در سال ۲۰۰۵ انجام شده‌است نشان می‌دهد فولادسازان در آمریکا در سال ۲۰۰۵ نزدیک به ۱۰۵۰۰ تن گرافیت را به این صورت مصرف کرده‌اند.

#### آستر ترمز

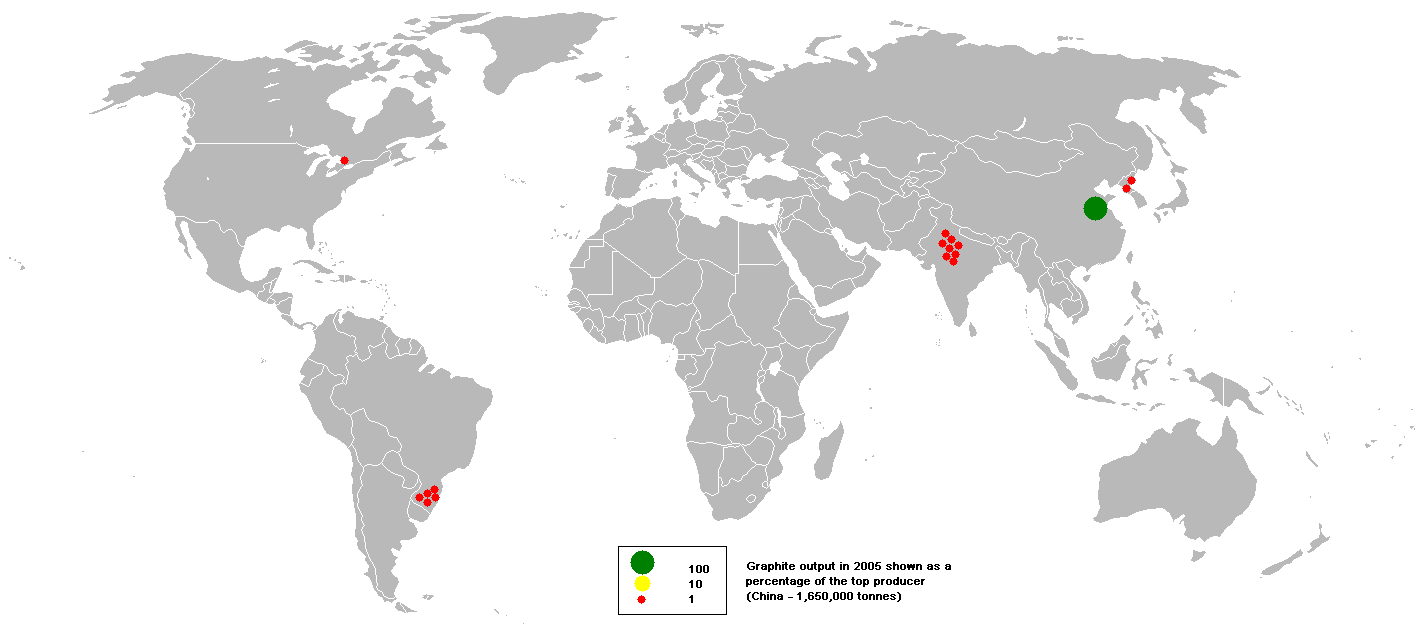
نقشه تولیدکنندگان گرافیت در جهان در سال ۲۰۰۵. چین بزرگترین تولیدکننده گرافیت در جهان در سال ۲۰۱۹ بوده‌است.

از گرافیت طبیعی فلیک ریز و آمورف در آسترهای ترمز یا لنت‌های ترمز وسایل نقلیه سنگین (غیر خودکار) استفاده می‌شود و با نیاز به جایگزینی آزبست اهمیت بیشتری پیدا کرده‌است. این استفاده برای مدتی مهم بوده‌است، اما ترکیبات آلی غیر آزبستی (NAO) شروع به کاهش سهم بازار گرافیت کرده‌اند. براساس برآورد سازمان زمین‌شناسی آمریکا، مصرف گرافیت طبیعی ایالات متحده برای ساخت لنت‌های ترمز در سال ۲۰۰۵ برابر ۶۵۱۰ تن بوده‌است.

#### رویه نسوز قالب‌های ریخته‌گری و روانکار
محلول شستشوی سطح قالب مورد استفاده در ریخته‌گری، نوعی رنگ با پایه آب از گرافیت آمورف یا فلیک ریز است. شستشوی داخل قالب با آن و سپس اجازه دادن به آن برای خشک شدن، باعث ایجاد لایه ای نازک از گرافیت بر روی قالب می‌شود. این رنگ گرافیتی به جدا شدن راحت قطعه از قالب پس از انجماد مذاب کمک می‌کند. روانکارهای گرافیتی موادی با کاربردهای خاص در دماهای خیلی بالا یا خیلی پایین هستند. از این روانکارها برای مثال در روانکاری سطح قالب‌های آهنگری و یک عامل ضدقفل شدن، به عنوان روانکار چرخ دنده ماشین آلات معدن کاری، و روانکاری قفل‌ها استفاده می‌شود. با ترکیب فلزات با گرافیت می‌توان آلیاژهای خودروانکار، برای مثال برای ساخت یاتاقان‌های ماشین آلاتی که در دماهای بالا یا پایین کار می‌کنند، تولید کرد.

#### مداد

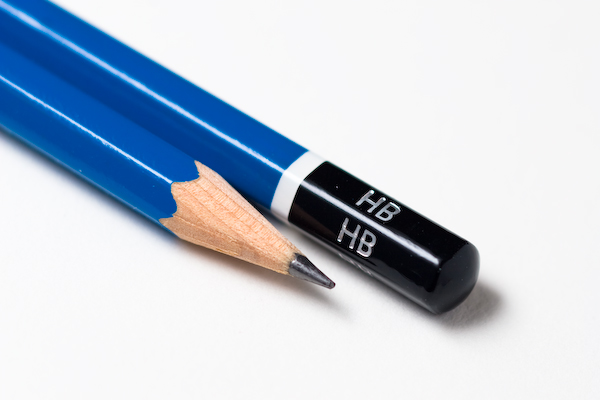
از گرافیت برای تولید مغز مداد استفاده می‌شود.

توانایی ایجاد اثر بر روی کاغذ و سایر اشیا باعث نامگذاری «گرافیت» شد. این نام در سال ۱۷۸۹ توسط آبراهام گوتلوب ورنر، کانی‌شناس آلمانی به آن داده شد. این نام از واژه یونانی γράφειν (graphein) به معنای نوشتن یا کشیدن گرفته شده‌است.

### نگارخانه

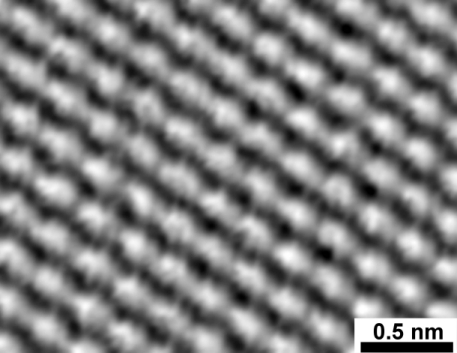
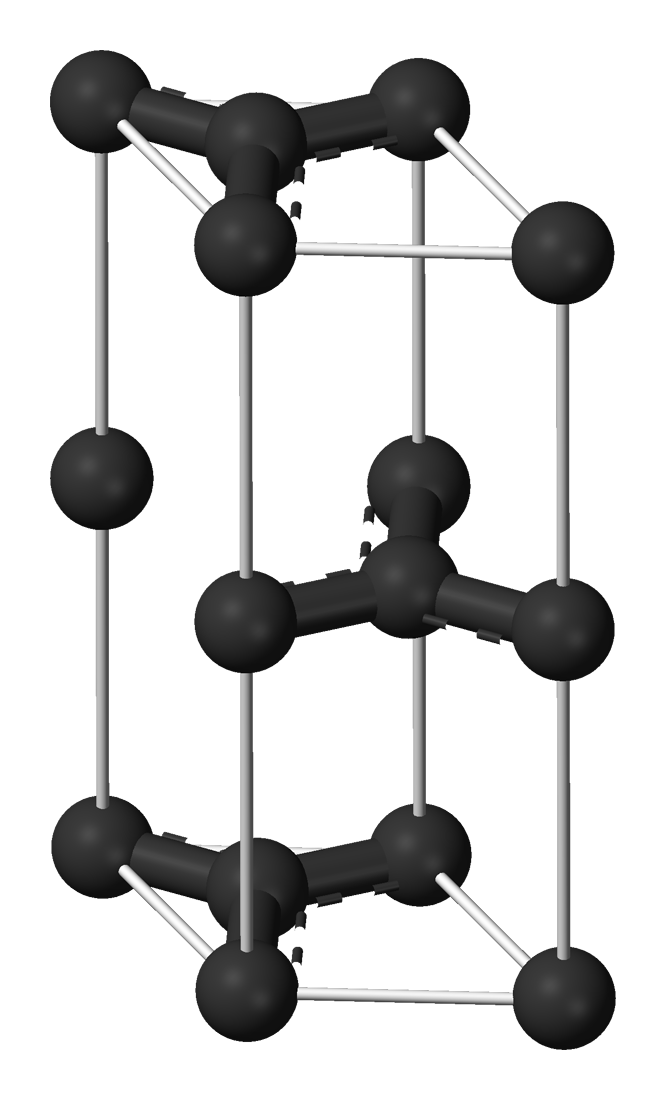
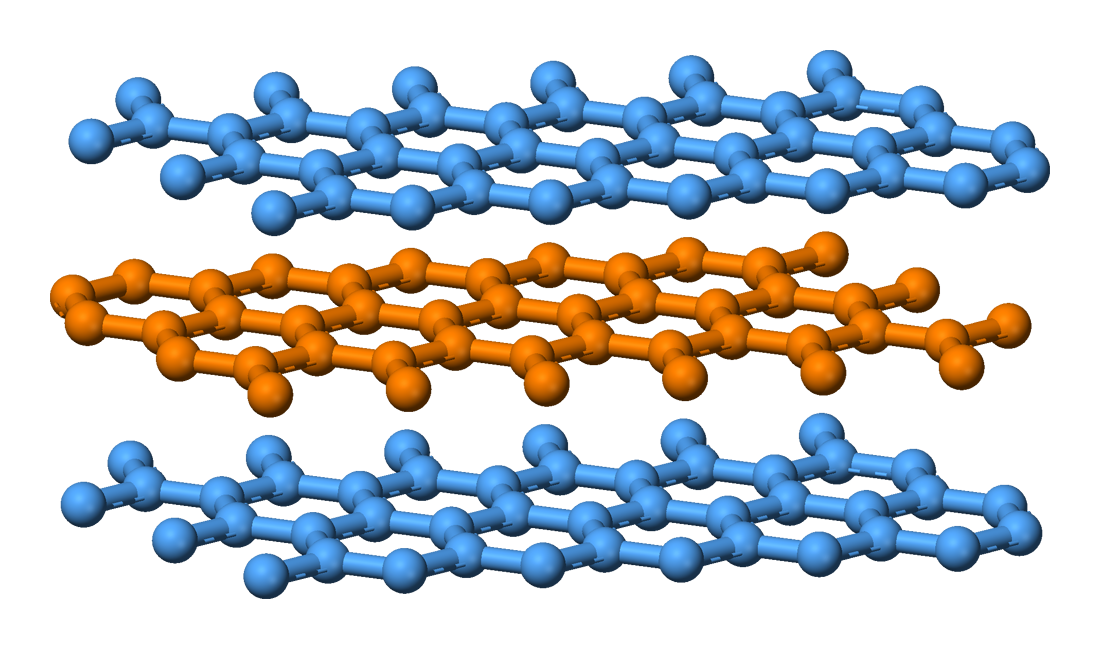
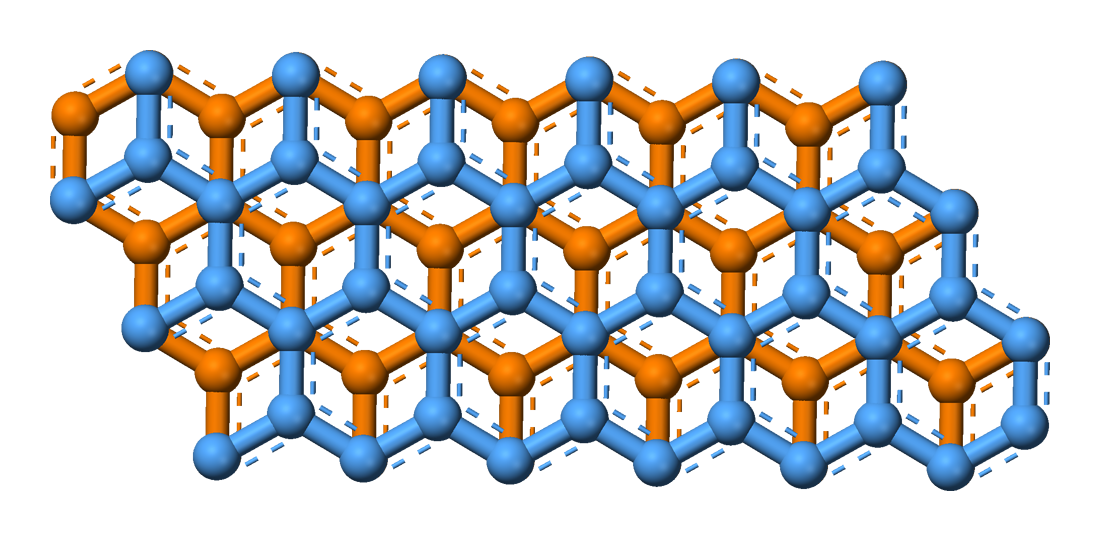